# مونوغاتاري
مونوغاتاري (物語 «قصة») هي اسم عام لسلسلة روايات خفيفة يابانية من كتابة الروائي الياباني نيشو ايشين ورسم الرسام التايواني فوفان. كودانشا نشرت 18 رواية ابتداءًا من نوفمبر 2006 تحت صندوق كودانشا المطبوع مع رواية واحدة على الأقل خُطط لها. القصة تركز على كويومي أراراجي وهو طالب في الصف الثالث من المرحلة الثانوية والذي نجى من هجوم مصاص دماء ويجد نفسه يقوم بمساعدة بعض الفتيات في التعامل مع جميع أنواع الأطياف والآلهة والأشباح والوحوش الأسطورية والأرواح.
الأنمي تم اقتباسه من استديو شافت عبر باكيمونوغاتاري وعُرض في 12 حلقة بين يوليو وسبتمبر 2009 ثم صدرت 3 حلقات إضافية عبر الإنترنت بين نوفمبر 2009 ويونيو 2010. اُستكمل الأنمي عبر نيسيمونوغاتاري و عُرض من يناير وحتى مارس 2012. اٌقتبس بعدها في أنمي نيكومونوغاتاري (كورو) وعُرض في 31 ديسمبر 2012. ثم بعدها أنمي مونوغاتاري سيريس سكند سيزون (سلسلة مونوغاتاري الموسم الثاني) وعُرض بين 6 يوليو و 28 ديسمبر 2013. بعدها أنمي تسوكمونوغاتاري عُرض في 31 ديسمبر 2014. سابقًا تم الإعلان عن فلم أنمي قيد الإنتاج باسم كيزومونوغاتاري و أحداثه سابقة لأحداث الرواية. وأخيرًا أنمي مقتبس من أواريمونوغاتاري سيُعرض في أكتوبر 2015.

## الإعلام

### روايات خفيفة
سلسلة المونوغاتاري تم تأليفها لأول مرة عن طريق نيشو ايشين كسلسلة قصص قصيرة لمجلة ميفيستو. في حين كانت سلسلته السابقة زاريجوتو تضم عددًا كبيرًا من الشخصيات، كانت كل قصة من مونوجاتاري تميل إلى تقديم شخصية جديدة واحدة فقط. القصص التي نُشرت سابقًا من باكيمونوغاتاري وبعض القصص الجديدة تم جمعها في النهاية في مجلدين كجزء من عناوين إطلاق صندوق كودانشا في 2006. المجلد الأول يحتوي على ثلاث قصص بعنوان «السرطان هيتاغي»، «الحلزون مايوي»، «القردة سوروغا»; المجلد الثاني احتوى على قصتين جديدتين بعنوان «الأفعي ناديكو»، «القطة تسوباسا».
القسم الماضي من السلسلة كان قد نُشر بعنوان «مصاص الدماء كويومي» في العدد الأول من مجلة باندورا، ثم تم إصدارها لاحقًا في مجلد مستقل عام 2008 بعنوان كيزومونوغاتاري (قصة الجرح) تتبعها نيسيمونوغاتاري (قصة المحتال) والتي تم تقسيمها إلى مجلدين صدرا في 2008 و 2009 ضمت الأولى «النحلة كارين» والثانية «العنقاء تسوكيهي». المجلد الأول من نيكومونوغاتاري (قصة القطة) صدر في 2010 بعنوان فرعي باسم كورو (أسود) لتشمل أحداثًا سابقة من باكيمونوغاتاري بعنوان «عائلة تسوباسا».
القصة الثانية من مونوجاتاري (أو القسم الثاني) صدرت بين عامي 2010 و 2011 وتخوض في عمق العلاقات بين كويومي مع بقية البطلات بما في ذلك المجلد الثاني من نيكومونوغاتاري و بعنوانه الفرعي شيرو (أبيض) الذي يتضمن «النمر تسوباسا»; كابوكيمونوغاتاري (قصة المنحدر) حيث يحتوي «الجيانغوشي مايوي»; هانامونوغاتاري (قصة الزهرة) ويحتوي «الشيطان سوروغا»; أوتوريمونوغاتاري (قصة الفخ) ويحتوي «ميدوسا ناديكو»; أونيمونوغاتاري (قصة العفريت) ويحتوي «وقت شينوبو»; وأيضًا كويومونوغاتاري (قصة الحب) وتحتوي «نهاية هيتاغي».
القصة الثالثة من مونوجاتاري (أو القسم الثالث) صدرت بين 2012 و 2014 وتتعمق في تاريخ شخصية أوجي أوشينو التي تزعم أنها قريبة ميمي أوشينو. تتألف من 6 مجلدات; تسوكيمونوغاتاري (قصة المالكة) ويحتوي «دمية يوتسوغي»; كويوميمونوغاتاري (قصة التقويم) ويحتوي على 12 قصة قصيرة، و 3 مجلدات من أواريمونوغاتاري (نهاية القصة) ويحتوي «شكل أوجي»، «لغز سوداشي»، «سوداشي المفقودة»، «بريد شينوبو»، «جحيم مايوي»، «لقاء هيتاغي»، «ظلام أوجي» وأيضًا زوكو-أواريمونوجاتاري (تكملة نهاية القصة) ويحتوي «عكس كويومي».

### أنمي
الأنمي تم اقتباسه من باكيمونوغاتاري وعُرض ما بين 3 يوليو و 25 سبتمبر 2009 على قناة طوكيو ام اكس. السلسلة هي جزء من مشروع أنمي نيشو ايشين و المُنتج من قِبل شافت، وإخراج أكييوكي شينبو ومساعده تاتسويا أويشي، وكتابة فوياشي تو تصميم شخصيات من أكيو واتانابي والمأخوذة من رسم الرسام الأصلي فوفان، الموسيقى من تلحين ساتورو كوساكي وتحت إشراف يوتا تسوروكا. السلسلة كانت من المخطط أن تكون 15 حلقة لكن تم عرض أول 12 حلقة، أما بقية الحلقات الثلاثة فتم نشرها عبر الموقع الرسمي ما بين 3 نوفمبر 2009 و 25 يونيو 2010.
بعدها تم اقتباس نيسيمونوغاتاري في 11 حلقة من 7 يناير وحتى 17 مارس 2012 وتم إنتاجها كذلك من استديو شافت. ثم تلتها 4 حلقات من نيكومونوغاتاري (كورو) و تم عرضها متتابعةً في 31 ديسمبر 2012. بعدها كانت مونوغاتاري سيريس سكند سيزون تم بثها في 26 حلقة امتدت في الرواية من نيكومونوغاتاري (شيرو) إلى كويمونوغاتاري وتم عرضها من 6 يوليو وحتى 28 ديسمبر 2013.
الخمس الحلقات التالية اُقتبست في هانامونوغاتاري و تم عرضها دفعةً واحدة في 16 أغسطس 2014. تبعتها 4 حلقات اقتبست الرواية الأولى من الجزء الثالث للسلسلة تحت عنوان تسوكيمونوغاتاري والذي تقع أحداثه في الفترة الزمنية ما بين مونوغاتاري سيريس سكند سيزون و هانامونوغاتاري و عُرض دفعةً واحدة في 31 ديسمبر 2014. ثم تم اقتباس 4 روايات من الجزء الثالث في مسلسل تلفزيوني بعنوان أواريمونوغاتاري وبدأ عرضه في 3 أكتوبر 2015. بعدها تم الإعلان سلسلة من 3 أفلام باسمكازيمونوغاتاري عبارة عن برقول كان قد تم الإعلان عنها في 2011 وعرض الفلم الأول في 8 يناير 2016 باسم كيزومونوغاتاري I تيكيتسو-هين والفلم الثاني تم عرضه في 19 أغسطس 2016 باسم كيزومونوغاتاري II نيكيتسو-هين، أما الثالث فتم عرضه في 6 يناير 2016 باسم كيزومونوغاتاري III ريكيتسو-هين. حلقات «أونا» المقتبسة من كويوميمونوغاتاري نُشرت وأصبحت متاحة للتحميل عن طريق «آب ستور» و «جوجل بلاي» ابتداءًا من 9 يناير 2016 وحتى 27 مارس 2016. المسلسل التلفزيوني التالي تكون من 7 حلقات اقتبس الرواية الثالثة في أواريمونوغاتاري وتم عرضه في 12 و 13 أغسطس 2017. بعدها تم اقتباس زوكوأواريمونوغاتاري وتم عرضه في السينما اليابانية في 10 نوفمبر 2018 وتم الإعلان عن حصوله على 6 حلقات تلفزيونية سيتم عرضها لاحقًا.

## وصلات خارجية
- مونوغاتاري على موقع ميوزك برينز (الإنجليزية)
- مونوغاتاري على موقع ميوزك برينز (الإنجليزية)
- مونوغاتاري على موقع ميوزك برينز (الإنجليزية)

- صفحة الأنمي من ويكيبيديا (بالإنجليزية)
- أنمي باكيمونوغاتاري الموقع الرسمي (باليابانية)
- أنمي باكيمونوغاتاري  الموقع الرسمي (بالإنجليزية)
- أنمي  نيسيمونوغاتاري الموقع الرسمي (باليابانية)
- مسلسل مونوغاتاري الموسم الثاني موقع الأنمي الرسمي (بالإنجليزية)
- أنمي باكيمونوغاتاري  موقع شبكة أخبار الأنمي (بالإنجليزية)
- أنمي باكيمونوغاتاري  موقع IMDb (بالإنجليزية)
- تأكيد حصول رواية تسوكيمونوغاتاري على أنمي (بالعربية)
- عرض والتأكيد على حصول كيزومونوغاتاري على 3 أفلام (بالعربية)
- سلسلة كويوميمونوغاتاري تحصل على أنمي قصير عبر الهواتف الذكية في يناير

(بالعربية)